# Callosciurus prevostii
Espèce
Statut de conservation UICN

 LC  : Préoccupation mineure
Répartition géographique
Callosciurus prevostii, l'Écureuil de Prévost, est une espèce de rongeurs. C'est un écureuil de la famille des sciuridés.

## Répartition
Callosciurus prevostii est présent du sud de la Thaïlande jusqu'en Malaisie et en Indonésie, y compris sur les îles de Sumatra, Bornéo et les petites îles adjacentes. Il a également été signalé dans le nord de l'île de Sulawesi, où il a probablement été introduit de Bornéo par l'homme,.

## Habitat
Callosciurus prevostii habite dans l'étage supérieur des forêts secondaires, les vergers, ainsi que les plantations de palmiers à huile et de cocotiers.

## Description

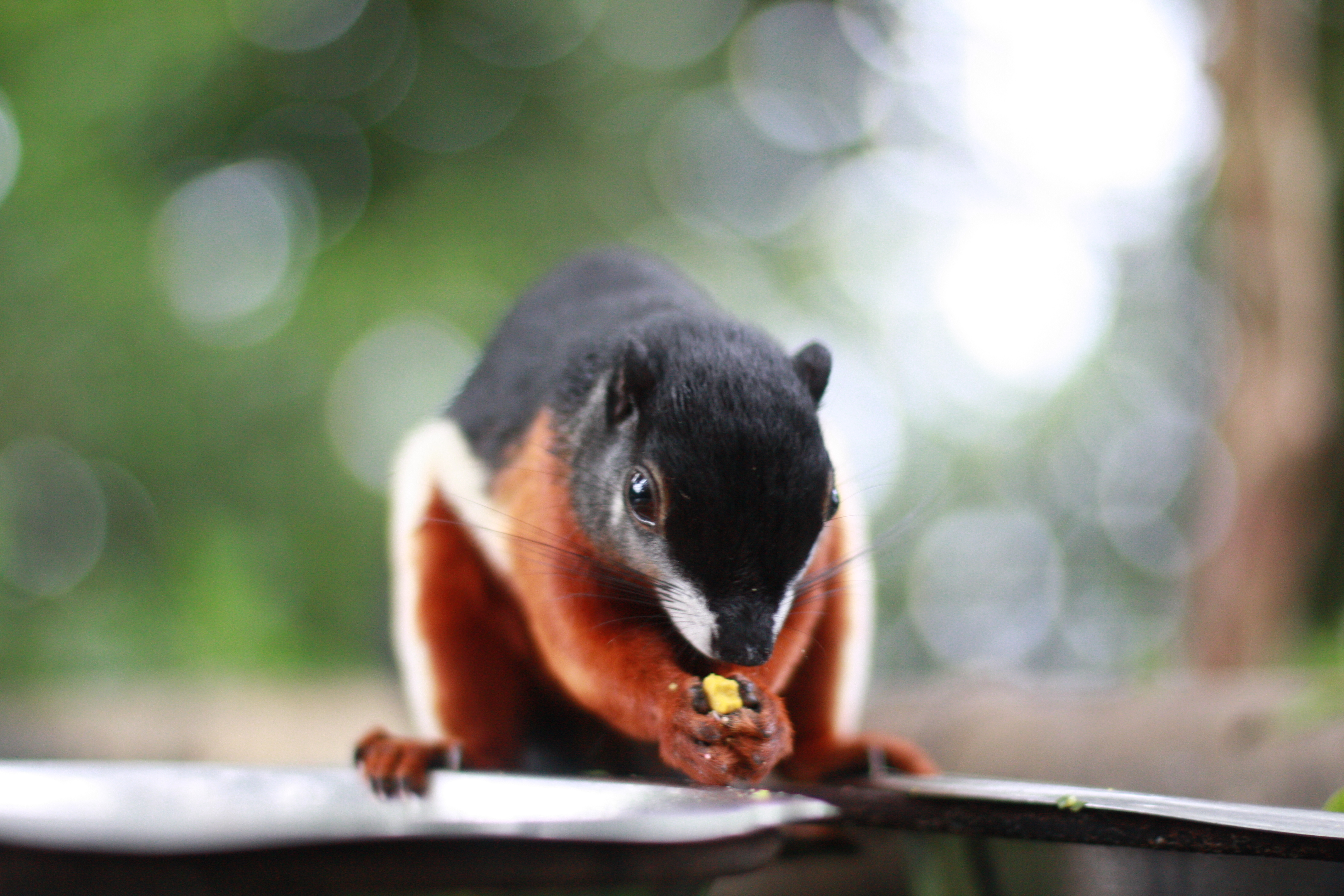
Callosciurus prevostii vu de face

Callosciurus prevostii est un écureuil de taille moyenne qui mesure environ 24 cm pour le corps avec une queue d'environ 23 cm pour un poids d'environ 360 g.
Il est variable en coloration, mais il peut généralement être décrit comme noir sur le dessus et orange rougeâtre sur le dessous avec une bande blanche séparant ces deux parties des cuisses aux flancs. La partie supérieure de couleur noire inclut le dessus de la tête et le dos. Le dessous rougeâtre inclut le dessous du cou, la poitrine, l'intérieur des membres supérieurs, les avant-bras en entier et la face intérieure des extrémités postérieures. La bande blanche à jaunâtre couvre les joues, les côtés du cou, les flancs et la face extérieures les bras et des cuisses. Ses oreilles sont dépourvues de pinceaux et sa queue est presque ronde et médiocrement velue,.

## Écologie

### Comportement
Callosciurus prevostii est une espèce d'écureuil arboricole diurne. Il vit seul ou en petit groupe familial.

### Alimentation
Son alimentation inclut principalement des fruits, comme ceux de la famille des diptérocarpacées, mais il consomme également des arthropodes, des graines, des noix, des fourmis, des termites et des œufs.

### Reproduction
La reproduction a lieu tout au long de l’année, une femelle peut avoir jusqu’à 3 portées par an en donnant naissance de 1 à 3 petits. Les petits naissent après une gestation de quarante-six à quarante-huit jours dans un grand nid de brindilles et de feuilles placé dans les branches d'un arbre ou dans le creux d'un tronc.

### Parasites et maladies
Callosciurus prevostii peut être parasité par des vers endoparasites comme les échinocoques.
Callosciurus prevostii peut être parasité par Eimeria callosciuri et être atteint de coccidiose.
Il peut être porteur du bornavirus dangereux pour l'Homme.

## Publication originale
- Desmarest, A. G. 1822. Mammalogie ou description des espèces de mammifères. Seconde Partie. Encyclopédie Méthodique. Agasse, Paris, 555 pp., 66 planches. (texte intégral Ecureuil de Prévost p. 335).

## Taxonomie
Callosciurus prevostii a été décrit par le zoologiste français Anselme Gaëtan Desmarest en 1822 sous le protonyme Scirius prevostii en l'honneur de son ami Constant Prévost.

## Liste des sous-espèces
Selon MSW:
- Callosciurus prevostii atricapillus (Schlegel, 1863)
- Callosciurus prevostii melanops (Miller, 1902)
- Callosciurus prevostii piceus (Peters, 1866)
- Callosciurus prevostii prevostii (Desmarest, 1822)
- Callosciurus prevostii rafflesii (Vigors & Horsfield, 1828)
- Callosciurus prevostii sarawakensis (Gray, 1867)